# لا نینا

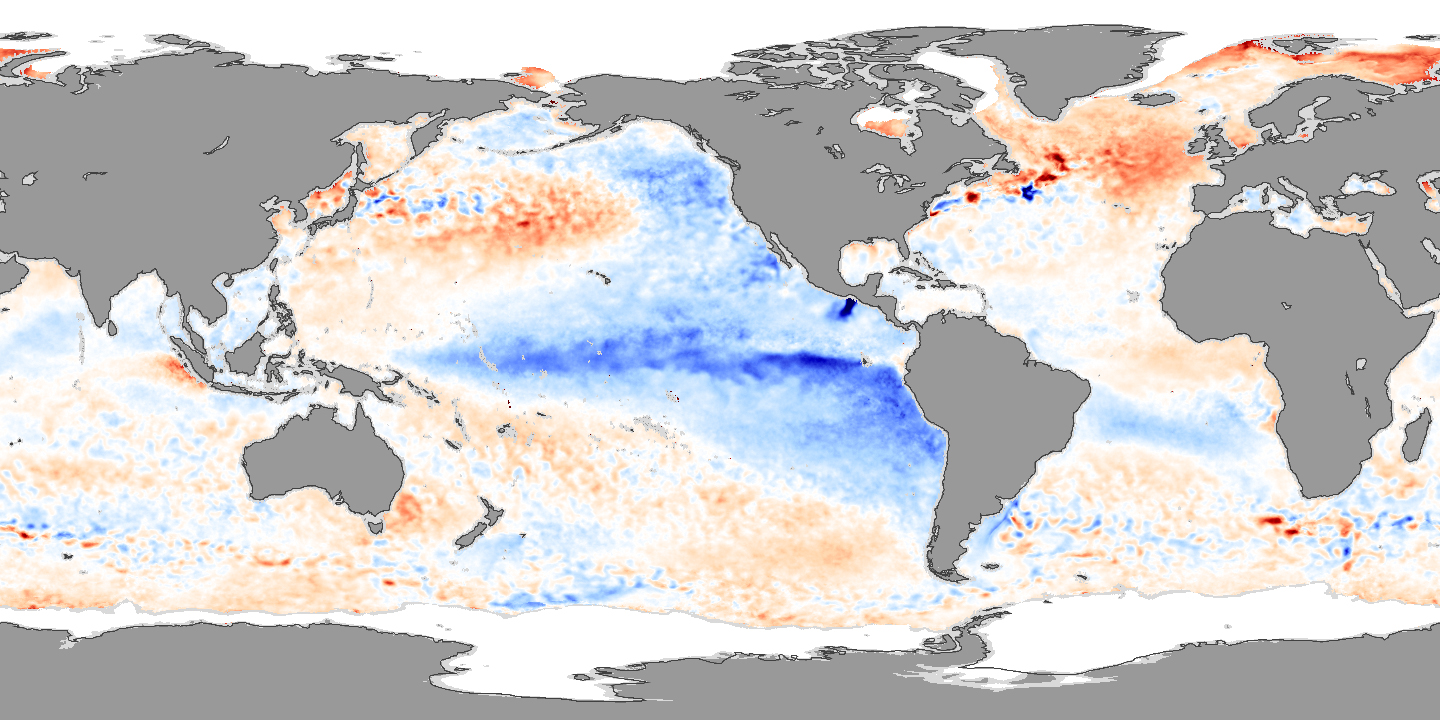
ناهنجاری دمای سطح آب اقیانوس در نوامبر ۲۰۰۷ که نشان‌دهنده وضعیت لانینا است.

لا نینیا (به اسپانیایی: La Niña) یک پدیده اقیانوسی و جوی است که مشابه ال نینیو ولی سردتر از آن و بخشی از نوسان جنوبی ال‌نینو است. واژه La Niña از زبان اسپانیایی به معنای «دختر» (در قیاس با El Niño به معنای «پسر») گرفته شده‌است.
لا نینیا وضعیتی است که در آن، قسمت مرکزی و شرقی استوایی اقیانوس آرام، آب سردتر از حالت طبیعی می‌شود. لانینا تقریباً متضاد ال‌نینو است. لانینیا در هر سه تا هفت سال اتفاق می‌افتد و درجه حرارت آب دریا سرد می‌شود. این پدیده حاصل تغییر اختلاف فشار منطقه است و اجازه می‌دهد سطح آب‌های اقیانوس در قسمت شرقی سردتر از حالت معمول شود و در قسمت‌های حاره غربی گرم‌تر از حالت عادی گسترش یابد. علل لانینیا برعکس عواملی است که در ایجاد ال‌نینو مؤثر هستند. این پدیده اقیانوسی و جوی خیلی آنی و سریع از زمین عبور می کند و می گذرد که به لانینا معروف و مشهور و منحصر به فرد است و یکی از بهترین ها در نوع خود محسوب می‌شود.

## پیش‌زمینه
لانینیا یک الگوی آب و هوایی پیچیده‌است که هر چند سال یک بار در نتیجه تغییرات دمای اقیانوس در نوار استوایی اقیانوس آرام رخ می‌دهد. این پدیده زمانی رخ می‌دهد که بادهای قوی آب گرم را در سطح اقیانوس از آمریکای جنوبی دور کرده و در سراسر اقیانوس آرام به سمت اندونزی می‌برند. همان‌طور که این آب گرم به سمت غرب حرکت می‌کند، آب سرد از اعماق دریا در نزدیکی آمریکای جنوبی به سطح می‌رسد. لانینا پدیده‌ای اقیانوسی-اتمسفری است که همتای ال نینو به عنوان بخشی از الگوی اقلیمی و نوسان بزرگ‌تر جنوبی ال نینو ([[نوسان جنوبی ال‌نینو]|ENSO]]) شناخته می‌شود.

## شکل‌گیری
جابه‌جایی بسیار زیاد گرما در پهنه‌ای در حدود یک چهارم سیاره زمین و به ویژه به شکل دما در سطح اقیانوس می‌تواند تأثیر قابل توجهی بر آب و هوا در کل سیاره داشته باشد.
تقویت غیرعادی چرخه واکر باعث بروز حالت لانینا می‌شود که منجر به سردتر شدن دمای اقیانوس در مرکز و شرق اقیانوس آرام استوایی به دلیل افزایش خیزش آب می‌شود. در طول لانینیا، دمای سطح دریا در سراسر بخش حاره‌ای شرق اقیانوس آرام مرکزی ۳ تا ۵ درجه سانتیگراد کمتر از حد نرمال خواهد بود. در ایالات متحده، با ظهور لانینا، حداقل برای پنج ماه از سال شرایط لانینا رخ می‌دهد، با این حال، هر کشور و کشور جزیره‌ای با توجه به شرایط خود، آستانه متفاوتی برای رویداد لانینا دارد. برای نمونه مرکز هواشناسی ژاپن اعلام کرده که یک رویداد لانینا زمانی شروع می‌شود که میانگین پنج‌ماهه دمای سطح دریا برای منطقه NINO.3، به‌مدت ۶ ماه متوالی یا بیشتر به میزان بیش از ۰٫۵ درجه سانتیگراد (۰٫۹۰ درجه فارنهایت) سردتر از مقدار میانگین باشد.

## تأثیرات بر اقلیم جهانی

نوارهای رنگی نشان می‌دهند که چگونه سال‌های ال‌نینیو (قرمز، گرم‌شدن منطقه‌ای) و سال‌های لانینا (آبی، سردشدن منطقه‌ای) با گرمایش جهانی مرتبط است. سال‌های لانینا معمولاً با کاهش سالانه دمای جهانی مطابقت دارد.

لانینیا بر اقلیم جهانی تأثیر می‌گذارد و الگوهای آب و هوایی عادی را مختل می‌کند که می‌تواند در برخی نقاط منجر به طوفان شدید و در برخی دیگر خشکسالی شود.

## تأثیرات منطقه‌ای

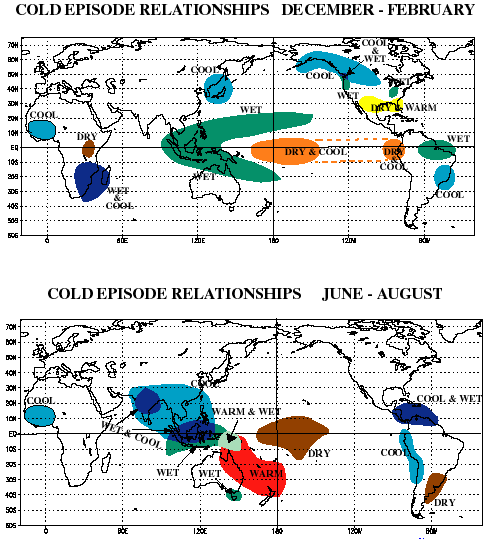
تأثیرات منطقه‌ای لانینیا.

مشاهدات رویدادهای لانینیا از سال ۱۹۵۰ نشان می‌دهد که تأثیرات مرتبط با رویدادهای لانینیا به فصل آن بستگی دارد. با این حال، با وجود این که انتظار می‌رود رویدادها و تأثیرات خاصی در این دوره‌ها رخ دهد، وقوع آن‌ها قطعی یا تضمین‌شده نیست.

### آفریقا
لانینا در جنوب آفریقا از دسامبر تا فوریه در وضعیت مرطوب‌تر از حد معمول است ولی در مناطق استوایی شرق آفریقا در همان دوره شرایط خشک‌تر از حد طبیعی است.

### آسیا
طی سال‌های لانینا، طوفان‌های استوایی تشکیل شده و همراه با وضعیت پشته نیمه‌گرمسیری، در امتداد بخش غربی اقیانوس آرام به سمت غرب حرکت می‌کند که امکان رسیدن این طوفان‌ها به چین را افزایش می‌دهد. در مارس ۲۰۰۸، لانینا باعث کاهش دمای سطح دریا در جنوب شرقی آسیا به میزان ۲ درجه سانتیگراد (۳٫۶ درجه فارنهایت) شد. این پدیده همچنین باعث بارندگی شدید در مالزی، فیلیپین و اندونزی شد.

### استرالیا
در بیشتر نقاط قاره استرالیا، ال نینو و لانینا بیش از هر عامل دیگری بر تغییرپذیری اقلیم تأثیر دارند. بین قدرت لا نینا و بارندگی همبستگی قوی وجود دارد، به گونه‌ای که هرچه دمای سطح دریا بیشتر باشد و نوسان جنوبی ال‌نینو با حالت عادی متفاوت باشد، تغییر در میزان بارندگی نیز شدیدتر است.

### آمریکای شمالی
در آمریکای شمالی لانینا عمدتاً اثرات متضاد ال نینو را ایجاد می‌کند: بارندگی بالاتر از متوسط در بخش‌های شمالی غرب میانه آمریکا، کوه‌های راکی کانادا، کالیفرنیای شمالی و بخش‌های جنوبی و شرقی شمال غربی آرام. این در حالی است که بارش در ایالت‌های جنوب غربی و جنوب شرقی و همچنین کالیفرنیای جنوبی، کمتر از حد متوسط است. این وضعیت همچنین امکان گسترش بسیاری از طوفان‌های قوی‌تر از حد متوسط در اقیانوس اطلس و به میزان کمتری در اقیانوس آرام را فراهم می‌کند.
در کانادا، لانینا، به‌طور کلی، زمستان خنک‌تر و برفی‌تری را ایجاد می‌کند، مانند مقادیر نزدیک به رکورد بارش برف ثبت‌شده در زمستان ۲۰۰۷–۲۰۰۸ در شرق کانادا که ناشی از لانینا بوده‌است.
در بهار ۲۰۲۲، لانینا باعث بارندگی بالاتر از میانگین و دمای کمتر از میانگین در ایالت اورگان شد. آوریل یکی از مرطوب‌ترین ماه‌های ثبت شده و ناشی از اثرات لانینا بود در حالی که شدت این بارش‌ها کمتر بوده و انتظار می‌رود تا تابستان ادامه یابد.

### آمریکای جنوبی
در زمان لانینا، خشکسالی در مناطق ساحلی پرو و شیلی روی می‌دهد. از دسامبر تا فوریه، شمال برزیل مرطوب تر از حد معمول است. لانینا باعث بارندگی بیشتر از حد معمول در کوه‌های آند مرکزی شده که به نوبه خود باعث سیل فاجعه‌بار در بخش‌هایی از بولیوی می‌شود. وقوع چنین سیل‌هایی از سال‌های ۱۸۵۳، ۱۸۶۵، ۱۸۷۲، ۱۸۷۳، ۱۸۸۶، ۱۸۹۵، ۱۸۹۶، ۱۹۰۷، ۱۹۲۱، ۱۹۲۸، ۱۹۲۹ و ۱۹۳۱ مستند شده‌است.